# Françoise Xenakis
Pour les articles homonymes, voir Xenakis.
Françoise Xenakis, née Gargouil le 27 septembre 1930 à Blois et morte le 12 février 2018 à Courbevoie, est une romancière et journaliste française.

## Biographie
Auteure de nombreux romans publiés à partir du début des années 1960, Françoise Xenakis a œuvré comme journaliste littéraire dans la presse et à la télévision. Elle a notamment tenu une chronique dans le journal Le Matin de Paris, dans les années 1980, et dans l'émission Télématin, sur France 2, pendant une vingtaine d'années. Elle participe aussi à des émissions de télévision comme L'Académie des 9, de Jean-Pierre Foucault, dans les années 1980.
Par ailleurs, elle est présidente du jury du prix littéraire 30 millions d'amis. À titre personnel, elle est membre du comité d'honneur de l'Association pour le droit de mourir dans la dignité et a cosigné, en 2009, un texte réclamant la dépénalisation de l'euthanasie.
Veuve du compositeur de musique contemporaine Iannis Xenakis, qu'elle avait épousé en 1953, elle a eu avec lui, en 1956, une fille, la peintre et sculptrice Mâkhi Xenakis. Elle meurt le 12 février 2018 à Courbevoie.

## Ouvrages
Romans
- Des dimanches et des dimanches. Paris : R. Laffont, 1965, 271 p. Rééd. Balland, 1977, 208 p.  (ISBN 2-7158-0106-8) ; Paris : Rombaldi, coll. "Bibliothèque du temps présent", 1978, 252 p.  (ISBN 2-231-00338-4) ; Le Livre de poche no 5381, 1980, 216 p.  (ISBN 2-253-02461-9)
- Aux lèvres pour que j'aie moins soif. Paris : Tchou, 1968, 145 p. Rééd. Paris : Tchou, coll. "La Fontaine des quatre saisons", 1978, 143 p.  (ISBN 2-7107-0130-8)
- Le Petit Caillou. Paris : R. Laffont, 1963, 207 p. Rééd. Paris : R. Laffont, coll. "Bibliothèque romanesque", 1985, 206 p.  (ISBN 2-221-04717-6)
- Écoute. Paris : Gallimard, coll. "Blanche", 1972, 88 p.  (ISBN 2-070-28371-2)
- Et alors les morts pleureront. Paris : Gallimard, coll. "Blanche", 1974, 128 p.  (ISBN 2-070-28992-3)
- L'Écrivain ou la Sixième roue du carrosse. Paris : Julliard, coll. "Idée fixe", 1975, 121 p.
- Elle lui dirait dans l'île. Paris : Robert Laffont, 1978,  (ISBN 2-221-08677-5). Rééd. R. Laffont, 1997, 104 p.  (ISBN 2-221-08677-5). Rééd. avec Le Temps usé, Le Livre de poche ; 5668, 1982, 190 p.  (ISBN 2-253-03004-X) ; J'ai lu no 2994, 1991, 184 p.  (ISBN 2-277-22994-6) ; Des femmes-Antoinette Fouque, coll. "La bibliothèque des voix", 2005. 1 CD audio (68 min).  (EAN 3328140020342)
- La Natte coupée. Paris : Grasset, 1982, 240 p.  (ISBN 2-246-25491-4). Rééd. J'ai lu no 1790, 1985, 156 p.  (ISBN 2-277-21790-5)
- Mouche-toi, Cléopâtre. Paris : J.-C. Lattès, 1986, 272 p.  (ISBN 2-709-60539-2). Rééd. Paris : Éd. de la Seine, coll. "succès du livre", 1987, 272 p.  (ISBN 2-7382-0012-5) ; J'ai lu no 2359, 1988, 282 p.  (ISBN 2-277-22359-X)
- La Vie exemplaire de Rita Capuchon. Paris : J.-C. Lattès, 1988, 240 p.  (ISBN 2-709-60684-4). Rééd. J'ai lu no 2585, 1989, 256 p.  (ISBN 2-277-22585-1)
- Attends-moi, Prix des libraires. Paris : Grasset, 1993, 225 p.  (ISBN 2-246-47141-9). Rééd. Le Livre de poche, no 13774, 1995, 155 p.  (ISBN 2-253-13774-X)
- Désolée, mais ça ne se fait pas. Paris : Plon, 1995.  (ISBN 2-259-02553-6). Rééd. Pocket, no 10165, 1997.  (ISBN 2-266-07480-6)
- Le Temps usé. Paris : Balland, 1992, 188 p.  (ISBN 2-7158-0883-6). Rééd. avec Elle lui dirait dans l'île, Le Livre de poche ; 5668, 1982, 190 p.  (ISBN 2-253-03004-X) ; J'ai lu no 2994, 1991, 184 p.  (ISBN 2-277-22994-6)
- Maman, je veux pas être empereur. Paris : Albin Michel, 2001, 344 p.  (ISBN 2-226-12120-X). Rééd. Le Livre de poche no 15431, 2003, 316 p.  (ISBN 2-253-15431-8)

Recueil de nouvelles
- J'aurais dû épouser Marcel. Paris : A. Carrière, coll. "Nouvelles", 2009, 189 p.  (ISBN 2-843-37469-3). Rééd. Carrières-sur-Seine : À vue d'œil, 2010, 280 p.  (ISBN 978-2-84666-539-1) ; Clermont-Ferrand : De Borée, coll. "Terre de poche", 2012, 210 p.  (ISBN 978-2-8129-0645-9)

Essais
- Zut ! on a encore oublié Madame Freud. Paris : J.-C. Lattès, 1985, 279 p.  (ISBN 2-709-60372-1). Rééd. J'ai lu no 2045, 1986, 250 p.  (ISBN 2-277-22045-0)
- Chéri, tu viens pour la photo. Paris : J.-C. Lattès, 1990, 350 p.  (ISBN 2-7096-0846-4). Rééd. J'ai lu no 3040, 1991, 310 p.  (ISBN 2-277-23040-5)
- Danielle Mitterrand : la petite fille qui voulait être Antigone. Ivry-sur-Seine : Ramsay, 2006, 454 p.  (ISBN 2-841-14796-7). Rééd. Ramsay poche Biographie no 35, 2008, 454 p.  (ISBN 978-2-84114-933-9)

Récits
- Moi j'aime pas la mer. Paris : Ramsay, 1972, 133 p.  (ISBN 2-841-14850-5). Rééd. J'ai lu no 491, 1973, 117 p.  (ISBN 2-277-11491-X) ; J'ai lu, coll. "Collection 40e anniversaire" no 491, 1998, 118 p.  (ISBN 2-290-00491-X) ; Balland, 2004, 109 p.  (ISBN 2-7158-1500-X) ; Ramsay poche Récit no 23, 2007, 161 p.  (ISBN 978-2-84114-850-9)
- Regarde, nos chemins se sont fermés. Paris : A. Michel, 2002, 184 p.  (ISBN 2-226-13553-7). Rééd. Le Livre de poche no 30201, 2004, 180 p.  (ISBN 2-253-11148-1)

Collectif
- « Françoise Xenakis » in Dictionnaire des écrivains contemporains de langue française par eux-mêmes, dirigé par Jérôme Garcin éditions Mille et une nuits, 2004  (ISBN 2-84205-742-2)[5]
- Écrire contre l'oubli : 51 personnalités mobilisées pour l'Association France Alzheimer / éd. Association France-Alzheimer. Monaco : Le Rocher, 2005, 141 p.  (ISBN 2-268-05383-0)

Ouvrages préfacés
- Les Couleurs du riz / M. Aveline. Marseille : M. Aveline, 1989.  (ISBN 2-907010-06-9)
- En attendant pire / Michel Samissoff. Marseille : Universud, 1990, 185 p.  (ISBN 2-908718-00-6)
- Valérie Valère : un seul regard m'aurait suffi / Isabelle Clerc. Paris : Perrin, 2001.  (ISBN 2-262-01788-3)

## Théâtre
- Elle lui dirait dans l'île / d'après 2 livres de Françoise Xenakis : Écoute et Elle lui dirait dans l'île ; adapt. scénique de Marie-Christine Frézal. Représentation : Grenoble Théâtre de la Potence, 1980-04-22. Avec : Marie-Christine Frezal : Elle ; François Brottes : Lui.
- Elle lui dirait dans l'île / adapt. de Françoise Xenakis et Philippe Desboeuf ; spectacle de Théâtre Populaire d'Art Traditionnel ; mise en scène de Philippe Desboeuf ; décors de Claude Jouen. Représentation : Paris Lucernaire-Forum, Théâtre Noir, 1981-11-16. Musique : Dino Castro. Avec : Elizabeth Morat ; Bernard Mallek ; Didier Vallée.

## Prix et récompenses
- 1985 : Prix Biguet pour Zut, on a encore oublié Madame Freud...
- 1993 : Prix des libraires pour Attends-moi.

### Documentaire
- Xenakis : portrait 1971-1972, documentaire réalisé par Pierre Andrégui. Paris : Films de l'Astrophore, 1971. 1 cass. vidéo (VHS) (54 min).